# Reakcja pericykliczna

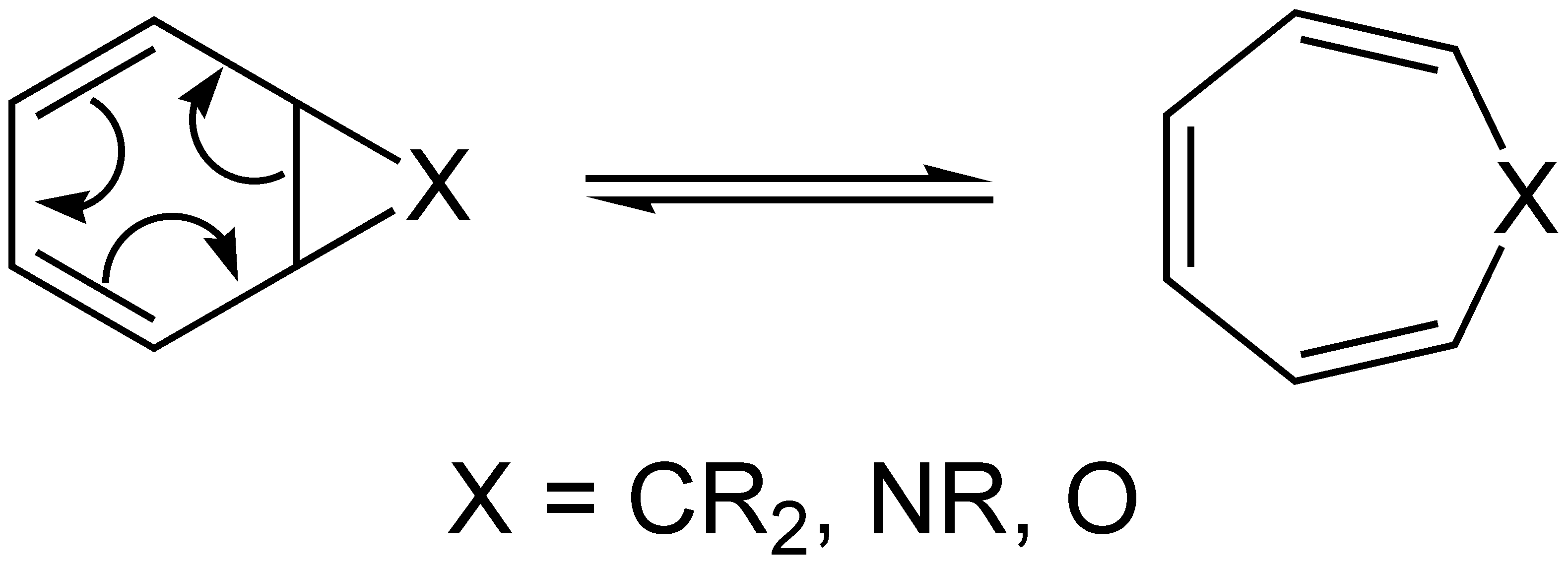
Przykład reakcji pericyklicznej – przegrupowanie norkaredienu do cykloheptatrienu

Reakcja pericykliczna – typ reakcji chemicznej, podczas której stan przejściowy ma geometrię cykliczną, a sama reakcja przebiega w sposób uzgodniony (nazywany także skoordynowanym). Zwykle tego rodzaju reakcje mają miejsce w przypadku związków organicznych. Istnieje wiele rodzajów tych reakcji, w zależności od dokładnego mechanizmu można je podzielić w następujący sposób:
- reakcje elektrocykliczne
- cykloaddycje
- reakcje sigmatropowe
- reakcje transferu grupowego
- reakcje cheleotropowe

W większości przypadków są to procesy równowagowe, mogące w zależności od dobranych reagentów i warunków fizykochemicznych zachodzić w obie strony. Można jednakże wyobrazić sobie proces, który, z uwagi na znacznie większą stabilność termodynamiczną produktów zachodzić będzie preferencyjnie w jedną stronę. Niektóre reakcje pericykliczne nie posiadają do końca ‘uzgodnionego’ mechanizmu (np. cykloaddycje [2 + 2]), ponadto wiele reakcji pericyklicznych katalizowanych przez metale, z formalnego punktu widzenia nie są procesami pericyklicznymi, ponieważ w trakcie ich przebiegu pojawiają się produkty przejściowe stabilizowane przez atomy lub jony określonych metali. Przykładem takiej reakcji jest metateza alkenów, gdzie w dwóch etapach ma miejsce cykloaddycja [2 + 2].